# Hölick (naturreservat)
Hölicks naturreservat är ett av flera naturreservat på Hornslandet i Hudiksvalls kommun i Hälsingland invid Hölick.
Reservat är avsett att skydda bland annat de stora klapperstens- och flygsandfälten. I närheten av bebyggelsen på Hölick och någon kilometer ut mot Hornslandsudde finns fornlämningar från stenåldern. Reservatet är skyddat sedan 1987, det är ändrat 2009. Området omfattar hela 598 hektar.
Hölick är en del av Ekopark Hornslandet.